# Ngày không xả rác
Ngày không xả rác (tiếng Ba Lan: Dzień bez Śmiecenia) là một ý tưởng được phát triển bởi giới trẻ từ hơn một chục quốc gia hợp tác theo chương trình quốc tế "Nghị viện thanh niên sinh thái châu Âu". Đây là một dự án được PRO EUROPE tài trợ, và được quốc gia a Lan điều phối và tài trợ tông qua tổ chức Rekopol. Tại Ba Lan, Ngày không xả rác được tổ chức từ năm 2007, vào ngày 11 tháng Năm.

## Lựa chọn ngày
Ngày 11 tháng 5, Hệ thống quản lý chất thải bao bì Ba Lan bắt đầu hoạt động, được tổ chức theo hướng dẫn của Chỉ thị 94/62 của EU. Ngày 11 tháng 5 năm 2001, Sejm (Hạ viện Cộng hòa Ba Lan) đã thông qua các điều luật điều chỉnh về nghĩa vụ của doanh nghiệp trong lĩnh vực quản lý chất thải bao bì, sau đó điều luật được sửa đổi thành Đạo luật ngày 13 tháng 6 năm 2013 về quản lý bao bì và chất thải bao bì.“Informacje ogólne: Dzień bez śmiecenia”. Bản gốc lưu trữ ngày 21 tháng 7 năm 2020. Truy cập ngày 21 tháng 7 năm 2020.

## Ngày lễ
Mỗi năm, ngày lễ này được tổ chức dưới một khẩu hiệu khác nhau. Một chiếc thẻ điện tử được chuẩn bị hàng năm, có thể được tải xuống từ trang web của chiến dịch và gửi cho mọi người. Chiếc thẻ này khuyến khích tìm hiểu về các quy tắc phân loại chất thải. Vào thời điểm đó, sự kiện môi trường này được tổ chức theo sáng kiến của các doanh nhân, công ty thành phố, chính quyền địa phương và tư nhân.